# Buenoa margaritacea
Buenoa margaritacea är en insektsart som beskrevs av Torre-bueno 1908. Buenoa margaritacea ingår i släktet Buenoa och familjen ryggsimmare. Inga underarter finns listade i Catalogue of Life.